# Diaprograpta alfredgodfreyi
Diaprograpta alfredgodfreyi là một loài nhện trong họ Miturgidae.
Loài này thuộc chi Diaprograpta. Diaprograpta alfredgodfreyi được miêu tả năm 2009 bởi Raven.